# А-220
А-220 — советская опытная одноорудийная корабельная артиллерийская установка калибра 57-мм.

## История создания
Работы по созданию новой корабельной артиллерийской установки были начаты в 1967 году. Разработка была поручена конструкторскому бюро Горьковского машиностроительного завода (ЦНИИ «Буревестник»). Разработка велась в двух калибрах: 57 и 75 мм. В августе 1968 года был закончен эскизный проект. В 1969 году начались работы по созданию облегчённой башенной установки. С 26 августа 1975 года по 28 апреля 1977 года установка А-220 прошла полигонные испытания. Государственные испытания А-220 проходила в составе опытного катера проекта 205ПЭ с заводским номером № 110. По результатам испытаний выявилось несоответствие заданному тактико-техническому заданию живучести ствола. Испытания проводились с сентября 1977 года по август 1978 года. Для обеспечения живучести ствола величина непрерывной очереди была уменьшена со 100 до 50 выстрелов, однако, несмотря на это, установка А-220 была рекомендована к принятию на вооружение. Несмотря на это, серийное производство установки А-220 развёрнуто не было. Единственной причиной такого решения был малоэффективный боеприпас калибра 57-мм.

## Описание конструкции
Установка А-220 башенного типа. Для облегчения установки в силовых конструкциях, люльке, системе подачи боеприпасов и охлаждении ствола впервые были применены лёгкие металлические сплавы. Ствол имел комбинированную нарезку ствола. Крутизна нарезов изменялась от 0 до 55 калибров. Затвор — вертикально-клиновой. В орудии использовалось водяное охлаждение. Использовалась шнековая подача боеприпасов, инерционная досылка патрона и инерционная экстракция гильзы. Боекомплект подавался приводом из бункера до приёмника качающейся части. Для досылки использовалась энергия откатных частей. Для установки были разработаны два варианта бункера с боеприпасами, на 425 и 625 патронов. Максимальная теоретическая дальность стрельбы составляла 12,5 км, при этом боеприпасы использовали самоликвидатор, срабатывавший на дальности 5,6 км. Теоретический потолок стрельбы по высоте составлял 9,15 км, самоликвидатор срабатывал на высоте 6,7 км.

## Тактико-технические характеристики
- Калибр: 57 мм;
- Количество автоматов: 1;
- Углы:
  - Возвышения (макс.): +85°;
  - Снижения (мин.): −10°;
  - Горизонтальный: ±180°;
- Высота башни от основания: 1650 мм;
- Высота линии огня от основания: 1025 мм;
- Масса: 7500 кг;
- Скорострельность одного ствола: 280-310 выстр/мин;
- Количество выстрелов готовых к стрельбе: 420 или 625;
- Тип (индекс) боеприпаса: УОР-281/УОР-281У;
- Тип снаряда: МГЗ-57/МГ-57;
- Дальность стрельбы: 
  - По высоте: 9150 м (баллистическая);
  - Горизонтальная: 12500 м (баллистическая);[3]